# Étienne Vatelot
Étienne Vatelot, né le 13 novembre 1925 à Provins et mort le 13 juillet 2013 à Neuilly-sur-Seine, est un luthier français.

## Biographie
Étienne Vatelot est le fils du luthier Marcel Vatelot, qui a ouvert son atelier en 1909, et de Jehane Lauxerrois . Étienne Vatelot effectue ses études secondaires à Sainte-Croix de Neuilly. À partir de 1942, il apprend le métier de luthier dans l'atelier de son père, situé au 11 bis rue Portalis à Paris,. Il se perfectionne à Mirecourt auprès du luthier Amédée-Dominique Dieudonné, à Paris dans l'atelier de Victor Quenoil, puis à New York chez Rembert Wurlitzer,. En 1949, il obtient le diplôme d’honneur au Concours international de lutherie de La Haye (Pays-Bas). En 1959, il est nommé expert près la Cour d'appel de Paris et succède à son père.
Étienne Vatelot compare son métier à celui de médecin. Il est renommé pour ses capacités de diagnostic. Il règle les instruments de nombreux solistes internationaux qu'il accompagne en tournée, comme la violoniste Ginette Neveu. Durant sa carrière, il conseille notamment Yehudi Menuhin, Arthur Grumiaux, Isaac Stern, Anne-Sophie Mutter, des violoncellistes tels que Maurice Gendron et Yo-Yo Ma, ainsi que Mstislav Rostropovitch, qu'il connait depuis les années 1960,. Il lui conseille d'acheter le violoncelle Duport qu'il a expertisé. Il convainc Yehudi Menuhin de revendre son Stradivarius, le Soil, qu'il juge inadapté à son jeu, à Itzhak Perlman. En 1973, il acquiert un quatuor d'instruments à cordes fabriqués dans un même bois par le luthier Jean-Baptiste Vuillaume et surnommés les Évangélistes. En 2009, il permet à la Swiss Global Artistic Foundation, mécène du Quatuor Modigliani, d'en faire l'acquisition afin qu'ils soient joués ensemble,.
En 1970, Étienne Vatelot crée l'école nationale de lutherie à Mirecourt,. Le luthier Jean-Jacques Rampal, fils du flûtiste Jean-Pierre Rampal et second d'Étienne Vatelot, reprend son atelier en 1998,. Étienne Vatelot donne de nombreuses conférences et est l'auteur d'un livre sur les « archets français ». Une fondation à son nom est créée afin de soutenir les jeunes luthiers et archetiers en leur attribuant des bourses d'études,. Avec la participation de la ville de Paris, il crée un concours international de lutherie et d’archèterie.
Étienne Vatelot a été également l'un des maîtres du luthier suisse Claude Lebet.

## Distinctions
- Commandeur de la Légion d'honneur[7]
- Officier de l'ordre national du Mérite
- Chevalier de l'ordre des Palmes académiques
- Commandeur de l'ordre des Arts et des Lettres
- Chevalier de l'ordre du Mérite sportif‎
- Commandeur de l'ordre d'Isabelle la Catholique (après avoir restauré le quatuor de Stradivarius du Palais royal de Madrid)